# شهرك كاورتوة طاق (مقاطعة دهلران)
شهرك كاورتوة طاق (بالفارسية: شهرک کاورتوه طاق) هي قرية تقع في قسم اناران الريفي (مقاطعة دهلران) في إيران. يقدر عدد سكانها بـ 451 نسمة بحسب إحصاء 2016.